# Frances Chesterton
Frances Blogg-Chesterton, née le 28 juin 1869 à Bloomsbury (Londres) et morte le 12 décembre 1938 à Beaconsfield (Angleterre), est une femme de lettres britannique, notamment poétesse et auteur de chansons et pièces de théâtre pour enfants. 
Elle est surtout[réf. nécessaire] connue comme l'épouse de l'écrivain G. K. Chesterton, sur qui elle eut une grande influence morale et spirituelle.

## Œuvre

### Pièces de théâtre
- The Children's Crusade[1]
- Sir Cleges[1]
- The Christmas Gift[1]
- Piers Plowman's Pilgrimage[1]
- The Three Kings[1]
- Legends of Gods and Saints[1]

### Poésies pour cartes de Noël
- Christmas 1911 In Her Warm Arms Our Lady[1]
- Christmas 1912 Upon a Little Bank of Grass[1]
- Christmas 1917 How Far Is It To Bethlehem?[1]
- Christmas 1918 Seen and Unseen[1]
- Christmas 1921 The Beast of Burden[1]
- Christmas 1922 A Ballade of Christmas[1]
- Christmas 1923 The Crusaders’ Carol[1]
- Christmas 1925 The Carol of Three Brothers[1]
- Christmas 1926 A Lullaby Carol[1]
- Christmas 1927 Gold, Frankincense, and Myrrh[1]
- Christmas 1928 What Manner of Salutation?[1]
- Christmas 1929 Sed Ex Deo Nati Sunt[1]
- Christmas 1930 The Cradle of the Winds (Notre Dame)[1]
- Christmas 1931 The Lowly Gifts[1]
- Christmas 1932 And It Was Winter[1]
- Christmas 1933 Lux Mundi[1]
- Christmas 1934 In Coelo Et Terra[1]
- Christmas 1937 Now Is Our Salvation[1]

### Musique
- Words to Geoffrey Shaw's "A Lullaby Carol"[2]